# Prostanthera askania
Prostanthera askania es una especie arbustiva, amenazada, de planta arbustiva del género Prostanthera perteneciente a la familia de las lamiáceas. Es un endemismo limitado a una zona costera muy restringida de Australia suroriental (Estado de Nueva Gales del Sur).

## Descripción
Es un arbusto erecto, desparramdo o de ramificación abierta, fuertemente y desagradablemente aromático, que puede llegar a los 3m de altura. Está enteramente cubierto de un tomento de pelos multicelulares patentes blancos y de glándulas más bien dispersas. Las hojas, de un color verde apagado, pecioladas, tienen el limbo, muy peludo, ovalado de 1-4cm de largo y 1,5-2,5 de ancho; son de ápice obtuso, base más o menos atenuada o truncada y márgenes profundamente dentadas, con dientes de 0,5-1cm oblicuos. La inflorescencia es de tipo botrioide y es constituida por inflorescencias primarias, apicales en las ramitas o axilares, de 4-10 flores. Dichas flores, con bractéolas elípticas/obovadas persistentes con tomento parecido al resto del arbusto, tienen un cáliz bilabiado, con el lóbulo superior de 2-3mm y solo un poco acrescente en la fructifiación, de tamaño mediocentimétrico, de color verdusco con mátices pardos, y densamente peludo exteriormente y prácticamente glabro por el interior; mientras la corola, de 1-1,5cm de largo, es de color malva pálido hasta azul-amalvado sin manchas ni puntos coloreados; es glabra interiormente y en el exterior solo hay pelos y glándulas dispersas; el labio superior es apenas bilobulado, más bien emarginado, y el labio inferior tiene el lóbulo mediano algo más grande que los 2 laterales. Los estambres tienen las anteras con los lóbulos basales dorsales crestados y con un inconspicuo acumen basal, mientras el conectivo no se extiende más allá de la base de los lóculos y, entonces, parece carecer de apéndices.

## Hábitat
Crece usualmente en los bosques esclerófilos húmedos dominados por Cryptocarya microneura, Tristaniopsis collina, Callicoma serratifolia, Eucalyptus saligna, Archontophoenix cunninghamiana, Glochidion ferdinandi, entre otros, sobre suelos aluviales derivados de areniscas. Su porte, eventualmente algo rastrero, le permite el enraizamiento y desarrollo a partir de los puntos de los tallos en contacto con el suelo.

## Taxonomía
Prostanthera askania fue descrita por Barry John Conn y publicado en  Telopea, vol. 7 (3) p. 231-244, 1997.
Etimología
- Prostanthera: nombre genérico que deriva del griego προσταη, apéndice y αντερα, antera, pues el conectivo de las anteras de muchas de sus especies tienen una protuberancia apendicular en forma de espolón.[6][7][8]

- askania: epíteto aludiendo a la localidad de recolección del tipo de la especie: «Askania Park», hoy conocida como «Forest of Tranquillity», cerca de la ciudad costera de Gosford, a unos 20 km al norte de Sídney, en el Estado de Nueva Gales del Sur, Australia.[5]